# Brey-et-Maison-du-Bois
Brey-et-Maison-du-Bois – miejscowość i gmina we Francji, w regionie Burgundia-Franche-Comté, w departamencie Doubs.
Według danych na rok 1990 gminę zamieszkiwały 74 osoby, a gęstość zaludnienia wynosiła 12 osób/km² (wśród 1786 gmin Franche-Comté Brey-et-Maison-du-Bois plasuje się na 669. miejscu pod względem liczby ludności, natomiast pod względem powierzchni na miejscu 712.).